# Ambassador of Conscience Award
Ambassador of Conscience Award, på svenska ungefär "Samvetesambassadörspriset", är Amnesty Internationals mest prestigefyllda människorätt-pris som har delats ut årligen sedan 2003. Priset ges till personer som uppvisar ett exceptionellt ledarskap i kampen för att skydda och främja mänskliga rättigheter och mänskligt samvete.
Priset är uppkallat efter en dikt av nobelpristagaren i litteratur 1995, Seamus Heaney, som heter "From the Republic of Conscience".

## Pristagare
- 2003 - Václav Havel.
- 2004 - Mary Robinson och Hilda Morales Trujillo.
- 2005 - U2 och deras manager Paul McGuinness.
- 2006 - Nelson Mandela.
- 2007 - Ingen utdelning.
- 2008 - Peter Gabriel.
- 2009 - Aung San Suu Kyi.
- 2013 - Malala Yousafzai och Harry Belafonte
- 2015 - Joan Baez och Ai Weiwei
- 2016 - Angélique Kidjo, Lucha, Le Balai Citoyen och Y’en a marre
- 2017 - Alicia Keys och Indigenous peoples in Canada
- 2018 - Colin Kaepernick
- 2019 - Greta Thunberg, Svensk miljökämpe och rörelsen Skolstrejk för klimatet[2]